# Pfarrkirche Klosterneuburg-St. Leopold

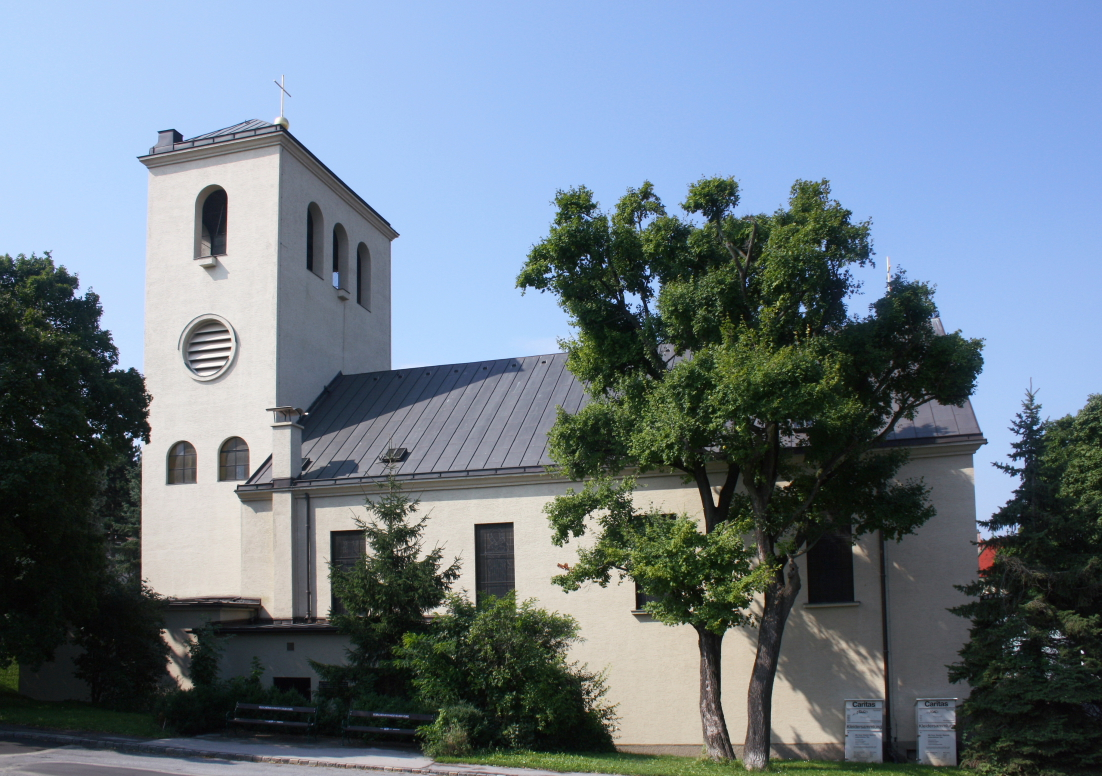
Kath. Pfarrkirche hl. Leopold in Josefsdorf in Klosterneuburg

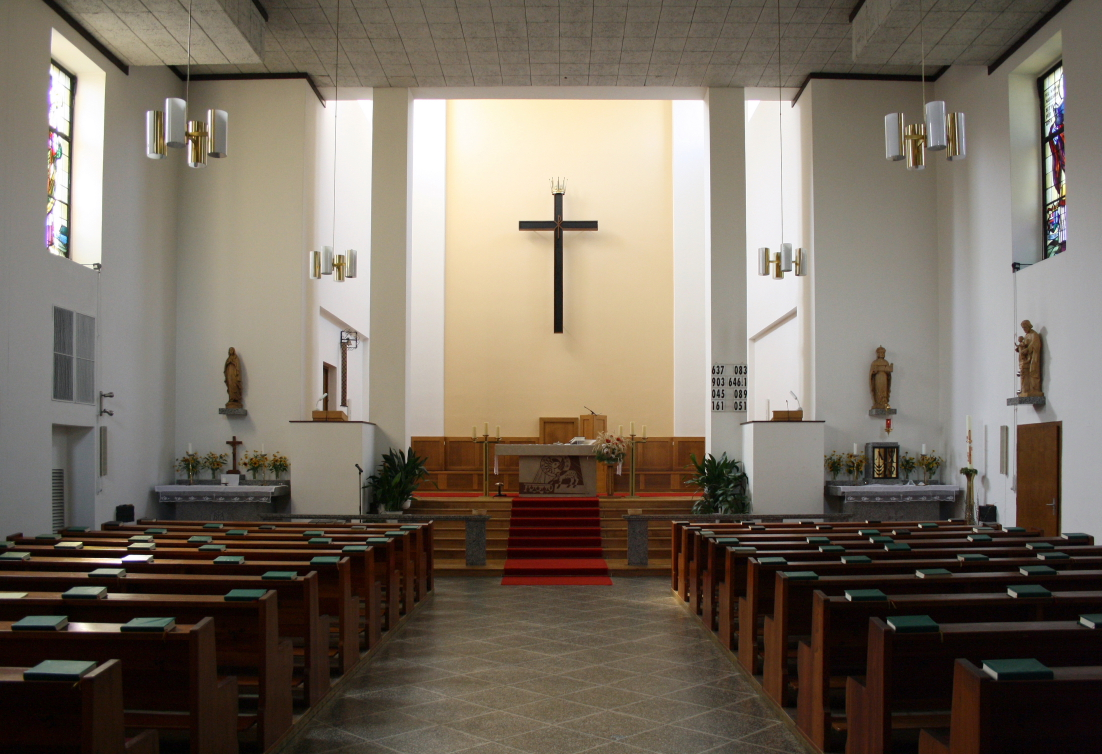
Im Langhaus zum Chor

Die römisch-katholische Pfarrkirche Klosterneuburg-St. Leopold steht im Sachsenviertel unter dem Kahlenberg und Leopoldsberg in der Stadtgemeinde Klosterneuburg in Niederösterreich. Die dem heiligen Leopold geweihte Kirche gehört zum Dekanat Klosterneuburg der Erzdiözese Wien und wird vom Stift Klosterneuburg betreut. Das Kirchengebäude steht unter Denkmalschutz.

## Geschichte
Der schlichte Sakralbau wurde nach den Plänen des Architekten Rudolf Wondracek in den Jahren 1936 bis 1937 durch die Baufirma Josef Schömer & Söhne errichtet.
2009 wurde das Pfarrheim saniert. Die Kirchengemeinde verfügt über einen Kirchenchor und veranstaltet im Pfarrheim Theaterabende.

## Architektur
Der schmucklose kubische Saalbau mit querrechteckigem Chorturm im Süden ist für rund 400 Personen ausgelegt. Vis–à–vis des Chorturms befindet sich die Vorhalle mit dem Taufbecken und darüber die Empore.

## Ausstattung
Die Einrichtung ist schlicht. Der freistehende Hochaltar ist aus italienischem Marmor gefertigt. Die Glasmalereien der acht Rechteckfenster des Langhauses stellen ostseitig die Heiligen Nikolaus, Bruno, Martin und Monika dar und westseitig den Heiligen Augustinus, Erzengel Michael, Antonius und Josef. Die Orgel aus 1991 mit 15 Registern wurde von Helmut Allgäuer gefertigt.